# Cimitero comunale di Sassari
Il cimitero comunale di Sassari sorge ai margini del centro cittadino del capoluogo sardo nei pressi della stazione, con l'ingresso principale raggiungibile da viale Porto Torres.

## Cimitero monumentale
La parte più antica del cimitero venne inaugurata il 12 luglio 1837. Questo primo nucleo del camposanto venne edificato su progetto dell'architetto Angelo Maria Piretto (tra i suoi progetti anche quello del primo cimitero esterno di Ossi), nell'area dell'orto dei frati mercedari del convento annesso alla chiesa di San Paolo. Alla parte del camposanto vecchio, detto monumentale, si accede dal cimitero moderno oppure da un ingresso presso la chiesa di San Paolo. In quest'area sono custodite importanti opere d'arte funeraria  di diversi autori quali Francesco Ciusa, Lorenzo Caprino, Arturo Dazzi, Vincenzo Jerace, Edoardo Rubino, Giuseppe Sartorio, Emilio Santarelli e Temistocle Guerrazzi.

## Monumenti di maggior interesse
- Monumento ad Anna Maria Pilo Alivesi, in marmo bianco venato di grigio, databile tra il 1846 e il 1850, attribuibile a Giambattista Callegari[2];
- monumento al conte Toufani Mearza, databile tra il 1874 e il 1886, artista Emilio Santarelli;
- monumento a Giovanni Antonio Sanna (1875), realizzato dallo scultore livornese Temistocle Guerrazzi;
- tomba di Antonio Ledà dei conti d'Ittiri e Vincenza De Litala dei Marchesi di Sedilo (1877), attribuito a Pietro della Vedova[3];
- busto di Giuseppe Giordano, (1881), in marmo, artista  Giovanni Ciniselli;
- monumento funebre di Candida Pintor Scano  (1904), artista  Vincenzo Jerace;
- tomba di Giuseppe Dessi, completata entro il 1902: il monumento presenta struttura piramidale in trachite rosa di Banari, attorno alla quale si avvolge una scultura di nuvole in marmo bianco, dalla quale emergono le anime dei defunti (rappresentate con le fattezze di bambini e giovani donne) che vengono accompagnate dagli angeli dall'ingresso della tomba verso il vertice della piramide, dov'è un angelo marmoreo che regge la croce. Sopra l'ingresso della tomba è collocato l'"angelo del Giudizio". Numerosi sono i richiami (classici per l'epoca), all'antico Egitto nella decorazione della tomba: geroglifici, la raffigurazione del dio Sole, i due leoni con teste d'ariete a guardia dell'ingresso, i guerrieri rappresentati nella recinzione in ferro. L'autore della monumentale tomba è Giuseppe Sartorio;
- tomba di Angelica Pietri Azzati (1899), di Lorenzo Caprino. Caratterizzato dalla statua marmorea di un genio alato malinconico;
- tomba della famiglia Ardisson, (molti la chiamano la tomba della strega) (1906), con struttura piramidale e bassorilievi bronzei; artisti Andrea Usai e Augusto Conti;
- monumento di Maurizio Pintus (1922), di Mario Rutelli;
- monumento funerario della famiglia Flumene (1924-1925), di Ettore Usai.

## Tombe di personaggi famosi
- Camillo Bellieni (1893-1975)
- Enrico Berlinguer (senior) (1850-1915)
- Giuseppe Biasi (1885-1945)
- Aldo Canepa (1891-1931)
- Luigi Canepa (1849-1914)
- Francesco Cossiga (1928-2010)
- Enrico Costa (1841-1909)
- Pompeo Calvia (1857-1919)
- Giuseppe Chelo (1938-2007)
- Giuseppe Dessì (1909-1977)
- Luigi Falchi (1887-1940)

- Filippo Figari (1885-1973)
- Filippo Garavetti (1846-1930)
- Ellen Giles (1874-1914)
- Benvenuto Lobina (1914-1993)
- Angelo Roth (1878-1966)
- Salvator Ruju (1855-1919)
- Ginetto Ruzzetta (1934-2012)
- Giovanni Antonio Sanna (1819-1875)
- Antonio Segni (1891-1972)
- Pasquale Tola (1801-1874)
- Maurizio Zanfarino (1895-1918)

## Galleria d'immagini

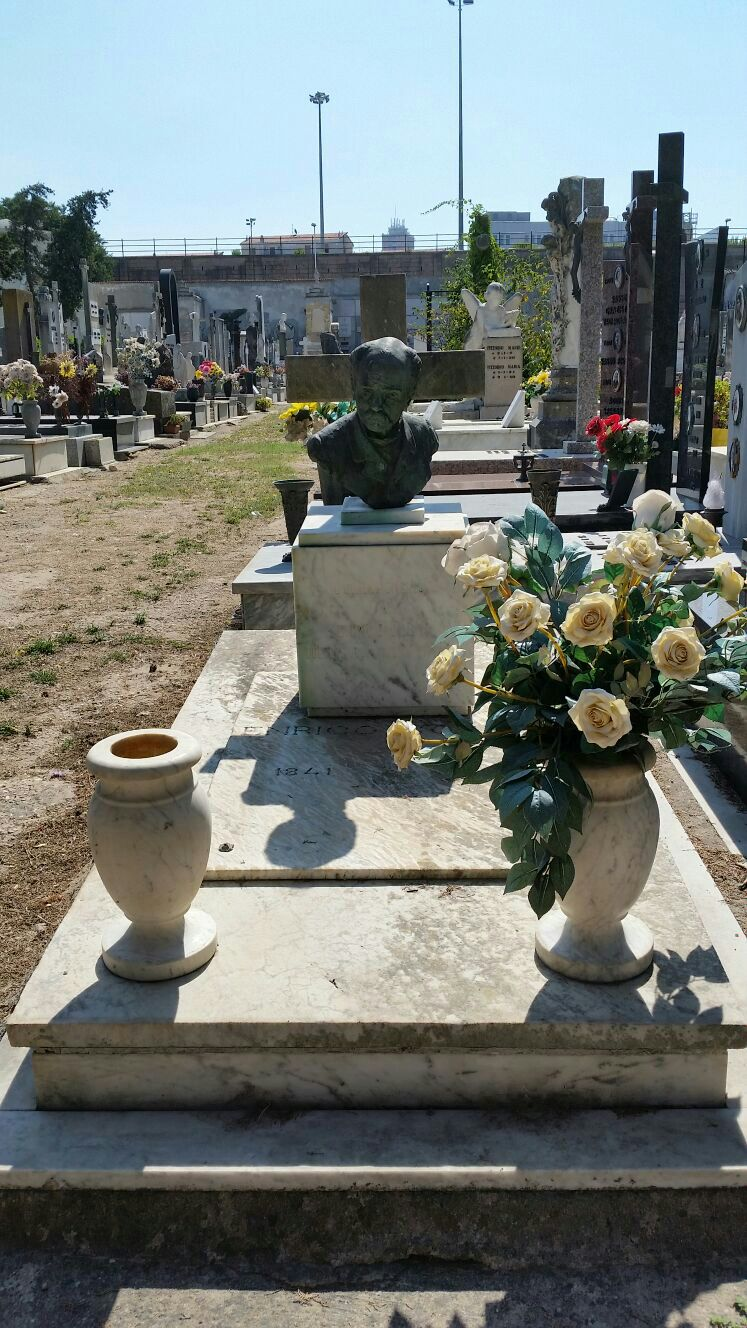
La tomba dello scrittore Enrico Costa
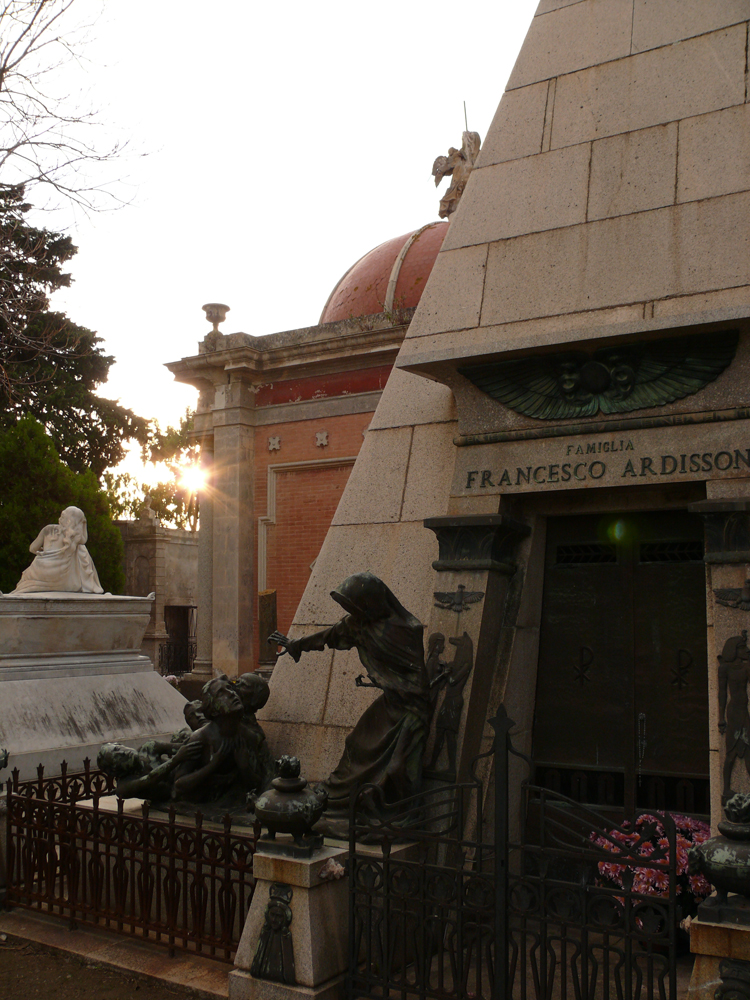
La tomba della famiglia Ardisson
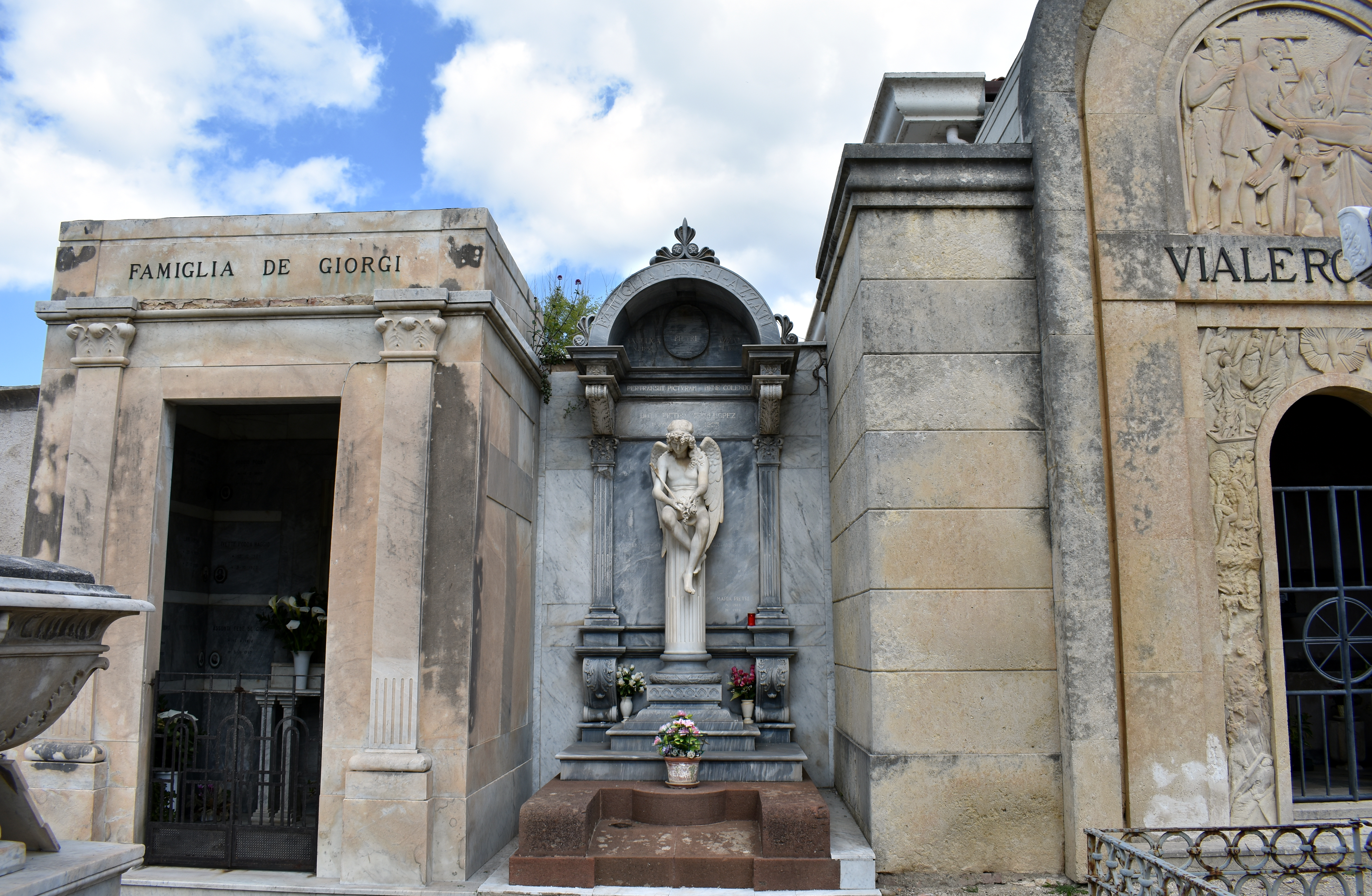
Tomba Pietri-Azzati e vicine
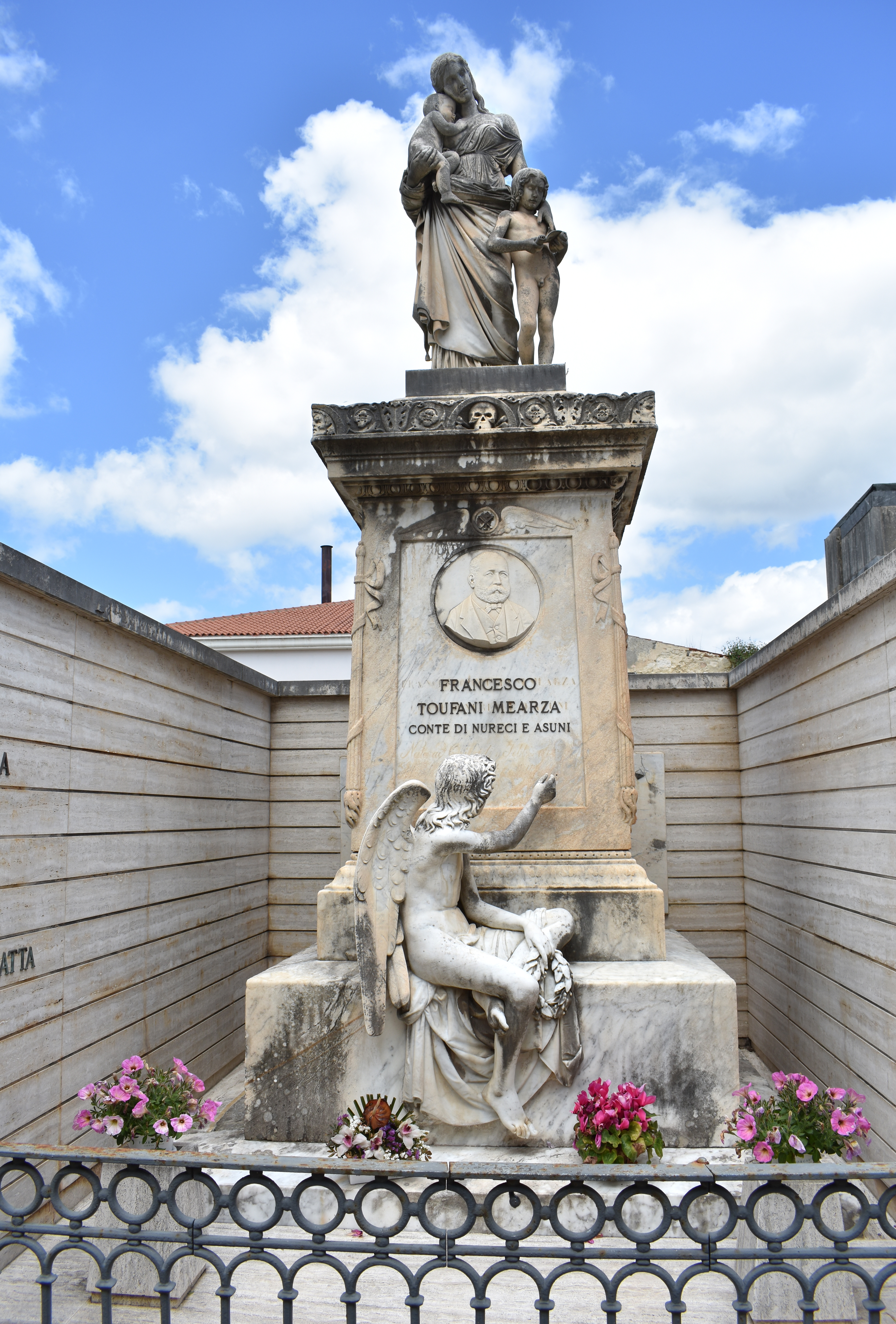
Tomba Francesco Toufani Mearza (1886), scultore Emilio Santarelli
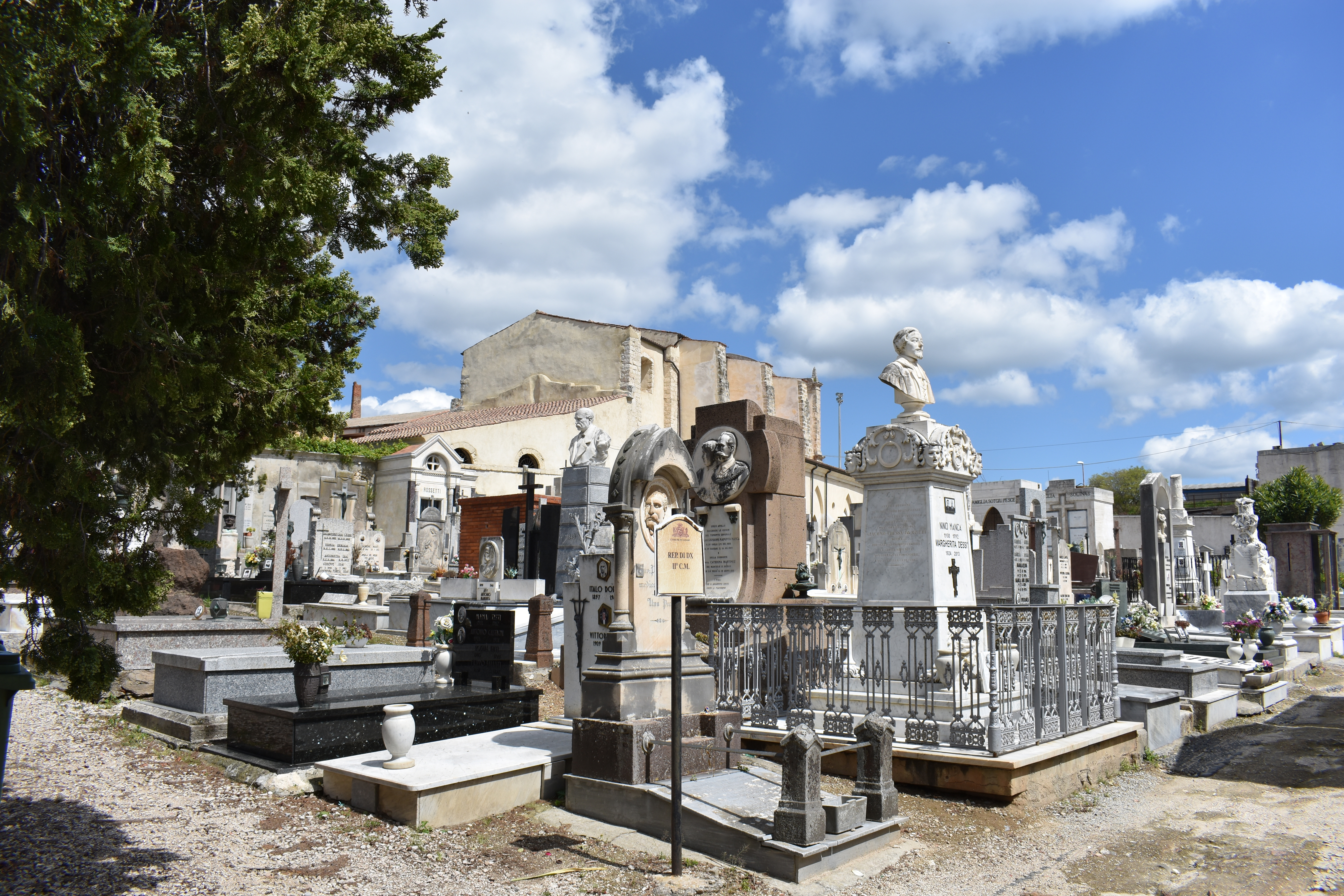
Cimitero di Sassari, vista verso la chiesa di San Paolo al Cimitero